# Certain Sentinel 86

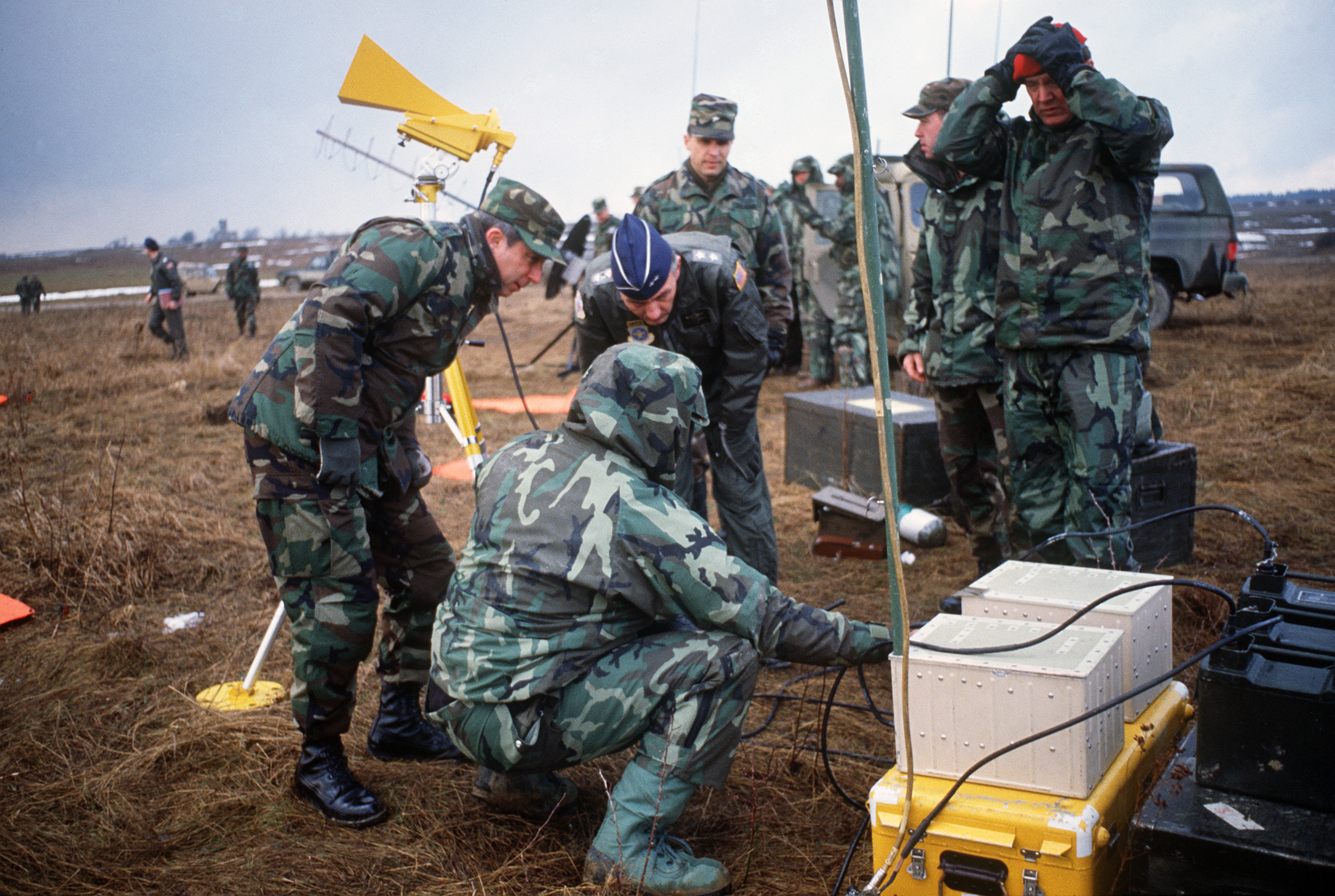
US-Satellitenkommunikation während der Übung Certain Sentinel 86

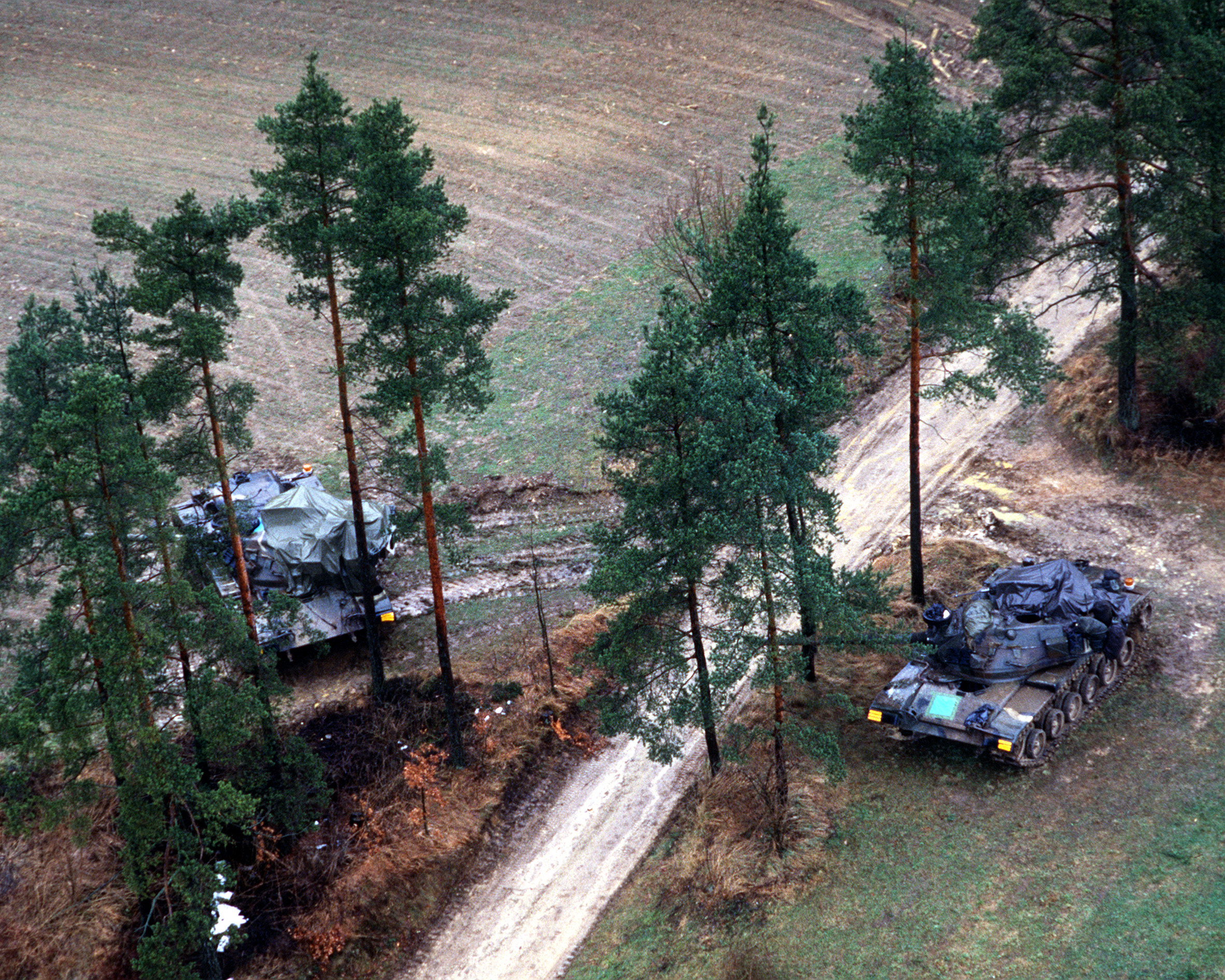
Luftbildaufnahme eines Panzermanövers während der Übung Certain Sentinel 86

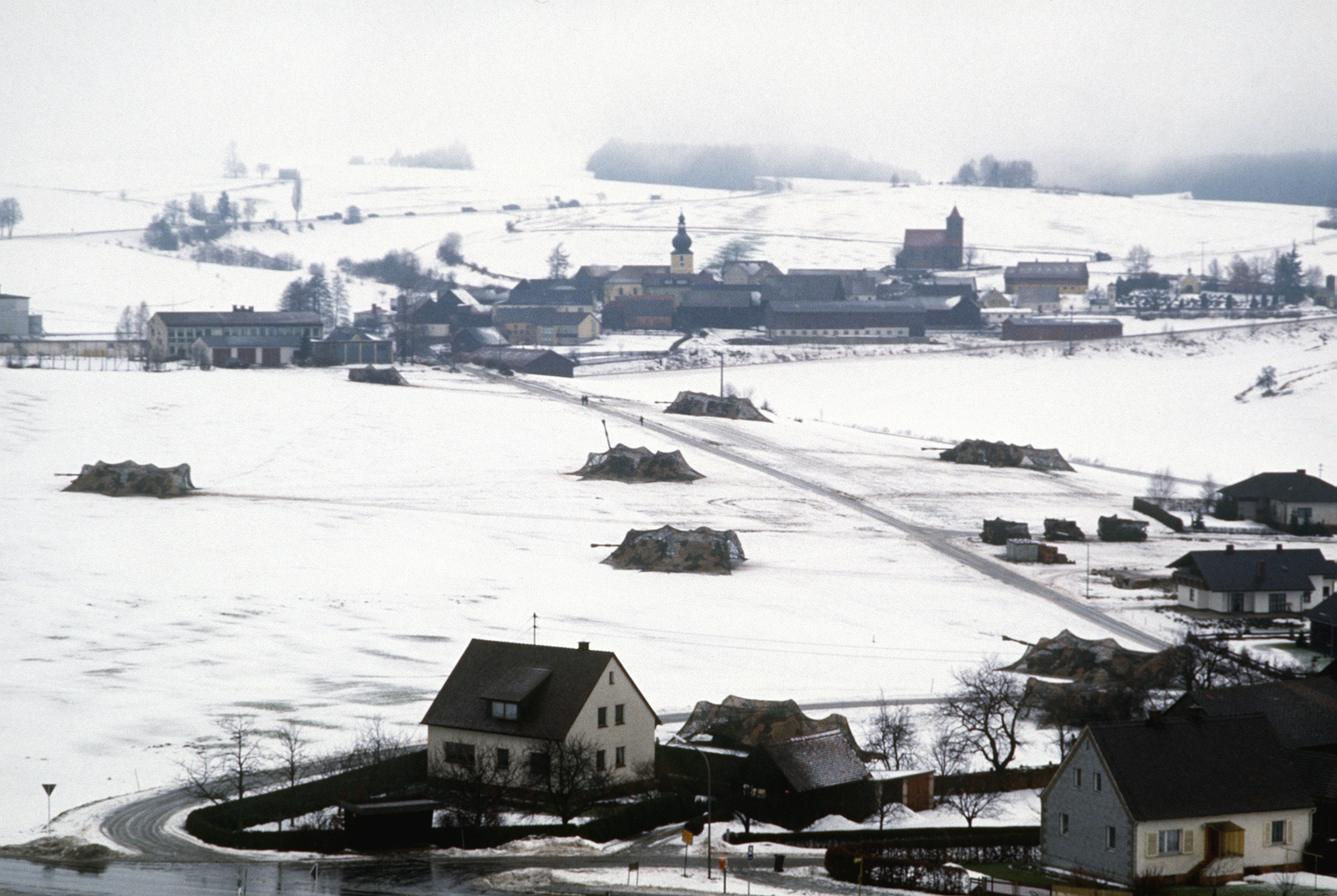
Feuerstellung einer schweren Artilleriebatterie während der Übung Certain Sentinel 86

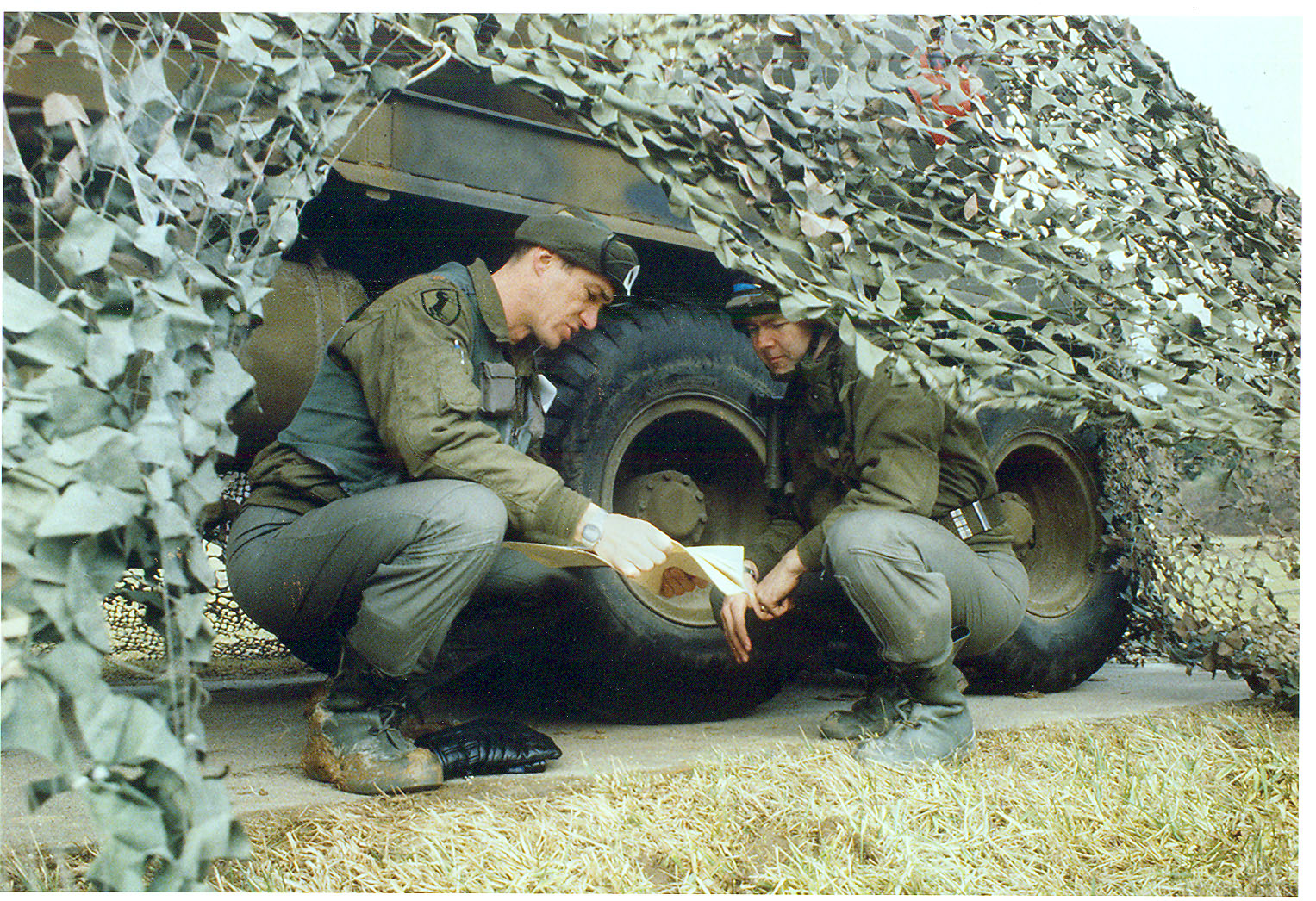
Angehörige des 11th Armored Cavalry Regiment unter dem Tarnnetz eines Militärfahrzeuges während der Übung Certain Sentinel 86

Certain Sentinel 86 (en. Sicherer Wächter)/ REFORGER 86 war ein US-amerikanisches, kanadisches und deutsches FTX-Wintermanöver in Bayern Anfang des Jahres 1986.

## Truppengliederung
Die Übungstruppe BLAU setzte sich wie folgt zusammen:
- 1st US-Armored Division, Ansbach
  - 1st US-Battalion / 13th Armored Regiment, Illesheim (M60 A3)
  - 1st US-Battalion / 22nd Field Artillery Regiment
- 4 Canadian Mechanized Brigade Group (CMBG)
- 11th US-Armored Cavalry Regiment „Black Horse“, Fulda
- 2nd US-Armored Cavalry Regiment
- 210th US-Field Artillery Brigade
- 212th US-Field Artillery Brigade

Zu BLAU gehörten folgende nachgeführten REFORGER-Verbände:
- 32nd mot. US-Infantry Brigade (ARNG), Wisconsin
  - 724th US-Engineer Battalion (ARNG), Wisconsin
  - Teile, 212nd US-Field Artillery Brigade, Ft. Still, Oklahoma
  - 145th US-Engineer Battalion (ARNG), Alabama
  - 166th US-Engineer Company
  - 184th US-Transportation Brigade (ARNG), Mississippi
  - Teile, 34th US-Engineer Battalion

ORANGE gliederte sich wie folgt:
- 72nd US-Field Artillery Brigade
- Panzerbrigade 36, Veitshöchheim
  - Stabskompanie PzBrig 36
  - Panzerbataillon 344 (Leopard 2A4)
  - Panzerbataillon 363, Külsheim
  - Panzergrenadierbataillon 362
- Einheiten des Bundesgrenzschutz

Zu ORANGE gehörten außerdem noch folgende nachgeführten REFORGER-Verbände:
- Headquarters 1st US-Infantry Division (Mech), Ft. Riley, Kansas, 9.500 Soldaten
  - 3rd Battalion / 6th Field Artillery Regiment (MLRS)
  - 1st Brigade
  - 1st Battalion / 34th Armored Regiment
- 2nd Brigade
- 32nd Separate US-Infantry Brigade (ARNG), Wisconsin

Den Leitungs- und Schiedsrichterdienst stellte die 8th US-Infantry Division (Mech).

## Auftrag
REFORGER 86 war eine Überführungsübung in die BRD von US-Kräften in Divisionsstärke. Nach der Übernahme der eingelagerten Kampftechnik aus POMCUS-Depots entfalteten sich die herangeführten Kräfte sowie die Hauptkräfte des VII. US-Korps in den Übungsräumen. Ziel war Organisation und Durchführung von Gefechtshandlungen unter Winterkampfbedingungen im Zusammenwirken mit der 4. ATAF und Teilen des Territorialkommandos Süd. Geübt wurden Angriffs- und Verteidigungsoperationen mit konventionellen und chemischen Kampfmitteln im Gefechtsstreifen des VII. Korps.

## Umfang
Certain Sentinel fand vom 15. bis 24. Januar 1986 im Raum Schweinfurt, Hof, Dinkelsbühl, Regensburg, Cham, Kulmbach, Weiden, Schwandorf, Ansbach, Kitzingen und Bad Windsheim statt. Aufmarschgebiet für die 1st US-Armored Division war der Landkreis Nürnberg. An der Großübung unter der Leitung des VII. US-Korps waren 73.000 Soldaten (US-Army: 48.000, Bundeswehr: 4.800, kanadische Streitkräfte: 4.100) und 21.000 Rad- und Kettenfahrzeuge beteiligt.
Die Durchführung von Certain Sentinel / Reforger 86 galt lange Zeit als unsicher. Er gab immer wieder Unterbrechungen, bis sie am Ende vollkommen gestoppt und als Stabsrahmenübung weitergeführt wurde. Vor allem das regenreiche und relativ milde Wetter im Januar war schuld am vorzeitigen Beenden der Übung. Für umfangreiche Panzerbewegungen hätte der Boden mindestens 20 Zentimeter tief durchfrieren müssen.

## Ablauf
Vorkommandos bezogen den Übungsraum am 15. Januar 1986, um den offiziellen Übungsbeginn am 20. Januar 1986 vorzubereiten. Der Ballungsraum mit der Manöverzentrale in Herzogenaurach lag um Ansbach, Colmberg, Wolframs-Eschenbach, Wassertrüdingen (hier war die US Feldbäckerei lokalisiert), Grafenwöhr und Kappel. In der Aufmarschphase wurde das Panzerbataillon 363 in Tauberbischofsheim verladen und zog in Zeinried unter. Dort verblieb das Bataillon bis zum Übungsende. Das Panzergrenadierbataillon 362 wurde in Walldürn verladen. Zu Beginn der Übung wurden 219 Eisenbahntransporte und 337 Straßenmärsche durchgeführt.
Die 18.000 Mann der REFORGER-Einheiten wurden aus den USA eingeflogen. Sie landeten auf den Flughäfen Frankfurt, Ramstein und Stuttgart-Echterdingen. Allein in Stuttgart landeten 35 Maschinen mit insgesamt 6000 Soldaten der 1st US-Infantry Division. Weitere Flughäfen befanden sich in Brüssel und Luxemburg. Das Gerät der REFORGER-Truppen wurde am 13. Januar von USNS „Antares“ und USNS „Algol“ über Antwerpen eingeschifft. Eine weitere Gerätelieferung erfolgte durch das Entladen der GTS „Callaghan“ in Zeebrugge. Die 32nd US-mot. Infantry Brigade (ARNG) aus Wisconsin war der größte Reservistenverband, der bis dahin an einer Übung auf deutschem Boden teilgenommen hatte. Ihr Großgerät wurde aus den USA über Antwerpen komplett in die BRD verlegt.
Insgesamt wurden drei Brückenschläge vollzogen: am Main-Donau-Kanal durch das 16th US-Engineer Battalion der 1st US-Armoured Division für eine US-National Guard Einheit, über den Main bei Bischberg durch das 1st US-Engineer Battalion der 1st US-Armoured Division mittels M88 MFAB/F mobiler Sturmbrücke, und schließlich ebenfalls am Main bei Eltmann durch das 1st US-Engineer Battalion.
Während des Manövers kam es zu schweren Unfällen. 400 Meter östlich von Zell bei Hof stürzte ein US-Hubschrauber des 11. AVN-Bataillons ab, nachdem er mit einer Kufe im Schnee hängenblieben war. Zwei weitere AH-1A-Cobra-Hubschrauber des 11th US-Armored Cavalry Regiment „Black Horse“ stießen zusammen, dabei kamen zwei Soldaten ums Leben.
Das geplante Übungsende am 30. Januar wurde auf den 24. Januar 1986 vorverlegt. Der Rückmarsch der Truppen über Land erfolgte unter anderem über die A9 und A6.

## Neuerungen
Erstmals kamen neue M977-Versorgungsfahrzeuge zum Einsatz. Auch bekam der Leopard 2A4 seinen ersten simulierten Gefechtseinsatz.

## Medien
- Die großen Übungen der Bundeswehr 2. DVD. Breucom-Medien, 2011, ISBN 978-3-940433-33-6.
- Soldiers. Band 41. United States. Department of the Army, United States. Department of the Army. Office of the Chief of Public Affairs. Department of the Army. S. 52. 1986.